# Ростовский государственный экономический университет
Ростовский государственный экономический университет (РИНХ) — высшее учебное заведение на юге России, готовящее кадры по экономическим специальностям.

## История
В 1930—1931 годах в СССР были созданы финансово-экономические институты в Москве, Ленинграде, Харькове, Ташкенте, Иркутске, Казани, Киеве и в Ростове-на-Дону (1931).
Ростовский финансово-экономический институт (РФЭИ) возник на базе экономического факультета Южного федерального университета (прежнее название РГУ). Именно на его кадровой, научно-исследовательской и учебно-методической базе развивался институт в предвоенное десятилетие.
Постановлением Совета Народных Комиссаров СССР от 28 февраля 1933 года за № 330 РФЭИ был включён в список высших учебных заведений страны, 11 марта 1939 года приказом Всесоюзного комитета высшей школы был утверждён устав института.
13 октября 1964 года приказом Министерства высшего и среднего специального образования РСФСР № 718 РФЭИ был переименован в Ростовский институт народного хозяйства (РИНХ).
В 1994 году институт стал академией, а 2000 году — университетом.

## Наименования ВУЗа
- Ростовский финансово-экономический институт (1931—1964);
- Ростовский институт народного хозяйства (1964—1994);
- Ростовская государственная экономическая академия (1994—2000);
- Ростовский государственный экономический университет (РИНХ) (с 2000).

## Образование
Университет реализует:
- более 100 программ бакалавриата;
- 3 программы специалитета;
- 6 специальностей среднего профессионального образования;
- 75 программ магистратуры;
- 29 направлений аспирантуры;
- 128 программ дополнительного образования.

### Факультеты
В состав вуза входят 7 факультетов:
- Менеджмента и предпринимательства
- Торгового дела
- Компьютерных технологий и информационной безопасности
- Учётно-экономический
- Экономики и финансов
- Юридический
- Лингвистики и журналистики

### Кафедры
1. Кафедра Финансового менеджмента
2. Кафедра Общего и стратегического менеджмента
3. Кафедра Управления персоналом и социологии
4. Кафедра Государственного, муниципального управления и экономической безопасности
5. Кафедра Инновационного менеджмента и предпринимательства
6. Кафедра Антикризисного и корпоративного управления
7. Кафедра Коммерции и логистики
8. Кафедра Товароведения и управления качеством
9. Кафедра Международной торговли и таможенного дела
10. Кафедра Экономической теории
11. Кафедра Маркетинга и рекламы
12. Кафедра Философии и культурологии
13. Кафедра Информационных систем и прикладной информатики
14. Кафедра Фундаментальной и прикладной математики
15. Кафедра Информационных технологий и защиты информации
16. Кафедра Физического воспитания и спорта
17. Кафедра Бухгалтерского учёта
18. Кафедра Аудита
19. Кафедра Анализа хозяйственной деятельности и прогнозирования
20. Кафедра Статистики, эконометрики и оценки рисков
21. Кафедра Налогов и налогообложения
22. Кафедра Банковского дела
23. Кафедра Финансов
24. Кафедра Экономики региона, отраслей и предприятий
25. Кафедра Мировой экономики
26. Кафедра Финансового мониторинга и финансовых рынков
27. Кафедра Гражданского права
28. Кафедра Конституционного и муниципального права
29. Кафедра Уголовного и уголовно-исполнительного права, криминологии
30. Кафедра Теории и истории государства и права
31. Кафедра Исторических наук и политологии
32. Кафедра Финансового и административного права
33. Кафедра Судебной экспертизы и криминалистики
34. Кафедра Лингвистики и межкультурной коммуникации
35. Кафедра Иностранных языков для экономических специальностей
36. Кафедра Иностранных языков для гуманитарных специальностей
37. Кафедра Журналистики
38. Кафедра Гражданского процесса
39. Кафедра Мировой политики и глобализации
40. Кафедра Русского языка и культуры речи

### Филиалы
- Гуковский институт экономики и права — «РГЭУ (РИНХ)» — город Гуково
- Филиалы в Ейске, Кисловодске, Махачкале, Миллерово, Черкесске
- Филиал РГЭУ «РИНХ» — город Таганрог, «Таганрогский институт имени А. П. Чехова»
- Представительство в Георгиевске

### Отделение СПО
В 2014 году на базе Ростовского государственного экономического университета был открыт колледж (РФЭК, Ростовский финансово-экономический колледж), дающий среднее образование. В 2015 году РФЭК стал именоваться ФГБОУ СПО ФЭК РГЭУ (РИНХ).

### Дополнительное образование
В РГЭУ (РИНХ) создана бизнес-школа. При вузе открыт учебно-методический центр по подготовке аттестованных аудиторов и профессиональных бухгалтеров.

## Критика
По данным сетевого экспертного сообщества «Диссернет», профессор кафедры «Экономическая теория» Ростовского государственного экономического университета Ольга Владимировна Губарь является корнем в «генеалогическом древе псевдонаучных диссертаций», содержащих массовый плагиат. Также «Диссернет» указывает, что ещё трое представителей данного древа с процентом страниц, содержащих плагиат, от 49 до 80 процентов работают в университете. Это старшие преподаватели кафедры экономической теории РИНХ А. Ф. Понятовская и Э. А. Исраилова и доцент кафедры общего и стратегического менеджмента РИНХ Г. С. Дикусар.

## Ректорат
В разные годы институтом РФЭИ-РИНХ-РГЭА-РГЭУ руководили:
- Барышников П. С. (01.1931-03.1933)
- Шаусян К. А. (04.1933-09.1933)
- Майданюк И. А. (09.1933-10.1937)
- Геращенко В. С. (11.1937-12.1938)
- Некрасов А. Г. (01.1939-03.1939)
- Ларионов К. А. (03.1939-01.1942)
- Борисов В. И. (02.1942-06.1945)
- Ларионов К. А. (1945—1950)
- Гозулов А. И. 1950—1953)
- Рыжкин А. П. (1950—1953)
- Шумилин П. Г. (1953—1962)
- Озеров Г. И. (1962—1970)
- Раздорский Г. И. (1971—1977)
- Забродин Н. К. (1977—1986)
- Игнатов В. Г. (1986—1987)
- Золотарёв В. С. (1988—2008)
- Кузнецов Н. Г. (2008—2013)
- Адам Умарович Альбеков (2013—2019)
- Макаренко Елена Николаевна (с 15 марта 2019 года)